# Eremicaster crassus
Eremicaster crassus är en sjöstjärneart som först beskrevs av Percy Sladen 1883.  Eremicaster crassus ingår i släktet Eremicaster och familjen Porcellanasteridae. Inga underarter finns listade i Catalogue of Life.